# Ipomoea ternata
Ipomoea ternata är en vindeväxtart som beskrevs av Nikolaus Joseph von Jacquin. Ipomoea ternata ingår i släktet praktvindor, och familjen vindeväxter. Inga underarter finns listade i Catalogue of Life.